# Thalente Mbatha
Thalente Mbatha, né le 6 mars 2000 à KwaMashu en Afrique du Sud, est un footballeur international sud-africain qui joue au poste de milieu défensif au Orlando Pirates en Premier Soccer League.

## Biographie

### En club

#### SuperSport United
Il joue pour le SuperSport United basé à Tshwane,.

#### Orlando Pirates
En janvier 2024, il rejoint Orlando Pirates basé à Soweto pour un contrat de 6 mois avec l'option d'un transfert définitif. Il joue sa première finale lors de la finale de la Nedbank Cup 2023-2024 contre Mamelodi Sundowns. Il est élu homme du match lors de la victoire 2-1 des Pirates. Son contrat est prolongé pour la saison 2024-2025 de la PSL.

### En sélection
Il fait ses débuts avec l'équipe nationale d'Afrique du Sud lors des éliminatoires de la CAN 2025 le 6 septembre 2024 contre l'Ouganda et inscrit son premier but. La rencontre finit par un match nul,.

## Statistiques

### Buts avec l’Afrique du Sud
| Nº | Date              | Lieu                            | Adversaire    | Score | Résultat | Compétition                                             |
| -- | ----------------- | ------------------------------- | ------------- | ----- | -------- | ------------------------------------------------------- |
| 1. | 6 septembre 2024  | Orlando Stadium, Afrique du Sud | Ouganda       | 2 –2  | 2–2      | Qualifications pour la Coupe d'Afrique des Nations 2025 |
| 2. | 10 septembre 2024 | Stade de Juba, Soudan du Sud    | Soudan du Sud | 3 –2  | 3–2      | Qualifications pour la Coupe d'Afrique des Nations 2025 |

## Palmarès
Orlando Pirates
- Coupe Nedbank : 
  - Vainqueur en 2024.
- MTN 8 : 
  - Vainqueur en 2024